# 寺田亨
寺田 亨（てらだ とおる、男性、1967年 - ）は、日本の漫画家、イラストレーター。静岡県出身。妻は同じく漫画家の岡田がる。

## 経歴
高校卒業後に上京、上條淳士の元で『SEX』『赤×黒』等の背景アシスタントとして働く。アシスタント中にTHE YELLOW MONKEYのCDジャケットを手掛ける等イラストレーターとしても活動。後に独立し漫画家デビュー。
現在バンド・デシネ作家としてベルギー・フランス・日本で作品発表している。

## 主な作品

### イラストレーション
- THE YELLOW MONKEY『Bunched Birth』 - ジャケットイラスト
- THE YELLOW MONKEY『smile』 - ジャケットイラスト
- 飯野文彦『ザ・ハンマー』 - 表紙イラスト
- 三鷹うい『ねむる花』 - 表紙イラスト
- 吉井和哉『The Apples』『After The Apples』 - ジャケットイラスト、ブックレットイラスト等

### 漫画
- DRAG-ON DRAGOON Judgement（原作：名取佐和子、『ガンガンYG』（スクウェア・エニックス）にて連載、未単行本化）
- 追分町八番地（『画楽ノ杜』・『画楽.mag』にて連載中、未単行本化）

### バンド・デシネ
- Le Petit Monde（原作：J.D.モルヴァン、レ・エディシオン・ダルゴー社）※邦訳版は、集英社より出版。

### デザイン
- ショーン・タン『鳥の王さま 〜ショーン・タンのスケッチブック〜』邦訳版 - 文字デザイン
- 吉井和哉会員限定サイト『441kzch』 - サイトデザイン

### 画集
- TERADA SKETCHBOOK（COMIX BURO）※邦訳版未発売。